# 1975年の日本競馬
1975年の日本競馬（1975ねんのにほんけいば）では、1975年（昭和50年）の日本競馬界についてまとめる。馬齢は旧表記で統一する。
1974年の日本競馬 - 1975年の日本競馬 - 1976年の日本競馬

## できごと

### 1月 - 3月
- 1月5日 - 後楽園場外発売所で勝馬投票券の自動発売機が本格運用開始される[1]。
- 1月16日 - 日本中央競馬会運営委員会の中に、中央競馬運営改善懇談会が設けられる[1]。
- 2月1日
  - ロイヤル香港ジョッキークラブの主催で行われた国際騎手招待競走に、日本から中央競馬の横山富雄騎手が出場、同日行われたザ・ジョッキーインビテーショナルカップで優勝した[1]。
  - 東京・京都の両競馬場で行われた障害競走から、新型発馬機（JSG48型）が導入される[1]。
- 2月 - 財団法人高知県競馬施設公社が設立される[1]。
- 3月10日 - 東京競馬場の「アルゼンチンジョッキークラブカップ」が「アルゼンチン共和国杯」に改称される[1]。

### 4月 - 6月
- 4月1日
  - 日本中央競馬会新橋分館にある競馬資料室が一般に公開される[1]。
  - 群馬県競馬組合の境町トレーニングセンターが開設される[1]。
- 4月17日 - ブラジルのサンパウロジョッキークラブ主催の国際騎手招待競走に、日本から中央競馬の安田伊佐夫騎手が出場する[1]。
- 4月19日 - 厩務員組合京葉労組組のストライキのため、中央競馬は3回東京1日開催を中止、5月16日を8日目として施行した[1]。
- 5月10日 - イギリス女王エリザベス2世の来日を記念して、京都競馬場でエリザベス女王御来日記念競走が行われる[1]。
- 5月20日 - 日本中央競馬会の競走馬保健研究所常磐支所に、日本初の馬用スイミングプールが完成する[1]。
- 5月25日 - 中央競馬の菅原泰夫騎手が同年皐月賞・桜花賞・優駿牝馬・東京優駿とクラシック4競走を制覇する記録を達成[1]。
- 6月1日 - 財団法人畜産近代化リース協会が設立される[1]。
- 6月20日 - 札幌競馬場のスタンド・馬場・付帯施設の増改築工事が完了する[1]。

### 7月 - 9月
- 7月3日 - 中央競馬の競馬施行規程の一部が改定され、9月6日の中山・阪神開催から入場料を増額、また指定席料も増額されることになった[2]。
- 7月13日 - 中央競馬の発馬機の入れ替えが完了し、1960年より使用していたウッド式発馬機はこの日を最後に姿を消した[2]。
- 7月14日 - 新新潟競馬場の開設10周年記念式典が行われる[2]。
- 8月9日 - 函館競馬場でトータリゼータシステムが導入される[2]。
- 9月5日 - 旭川競馬場が旭川市神居町上雨紛に移転する[2]。

### 10月 - 12月
- 10月1日 - 錦糸町場外発売所の払戻専用分館が業務を開始する[2]。
- 10月2日 - フランスで開かれた第9回パリ国際競馬会議に、日本中央競馬会の近藤充理事らが出席する[2]。
- 10月11日 - 日本中央競馬会の厩務員・調教助手の第1回海外研修が行われ、ヨーロッパに出発する[2]。
- 10月27日 - 京都競馬場で開設50周年記念式典が行われる[2]。
- 11月8日 - アメリカ合衆国のローレル競馬場で行われたワシントンDCインターナショナルにツキサムホマレが出場、9着となる[2]。
- 11月30日 - 中京競馬場で第2回地方競馬招待競走が行われ、中央のロングホークが優勝する[2]。

### その他
- 2月から7月にかけて、群馬・岩手地方に馬伝染性貧血が流行する[2]。

## 競走成績

### 中央競馬の主な競走
- 第35回桜花賞（阪神競馬場・4月6日）優勝 : テスコガビー（騎手 : 菅原泰夫）
- 第35回皐月賞（中山競馬場・4月13日）優勝 : カブラヤオー（騎手 : 菅原泰夫）
- 第71回天皇賞（春）（京都競馬場・4月29日） 優勝 : イチフジイサミ（騎手 : 郷原洋行）
- 第36回優駿牝馬（オークス）（東京競馬場・5月18日) 優勝 : テスコガビー（騎手 : 菅原泰夫）
- 第42回東京優駿（日本ダービー）（東京競馬場・5月25日) 優勝 : カブラヤオー（騎手 : 菅原泰夫）
- 第16回宝塚記念（阪神競馬場・6月1日）優勝：ナオキ（騎手：佐々木昭次）
- 第36回菊花賞（京都競馬場・11月9日） 優勝 : コクサイプリンス（騎手 : 中島啓之）
- 第6回ビクトリアカップ（京都競馬場・11月16日） 優勝 : ヒダロマン（騎手 : 武田悟）
- 第72回天皇賞（秋）（東京競馬場・11月23日） 優勝 : フジノパーシア（騎手 : 大崎昭一）
- 第20回有馬記念（中山競馬場・12月14日） 優勝 : イシノアラシ（騎手 : 加賀武見）

### 中央競馬・障害
- 第74回中山大障害（春）（中山競馬場・4月6日）優勝 : グランドマーチス（騎手 : 寺井千万基）
- 第75回中山大障害（秋）（中山競馬場・12月21日）優勝： グランドマーチス（騎手：法理弘）

## 表彰

### 優駿賞
- 年度代表馬・最優秀4歳牡馬 カブラヤオー
- 最優秀3歳牡馬 テンポイント
- 最優秀3歳牝馬 テイタニヤ
- 最優秀4歳牝馬 テスコガビー
- 最優秀5歳以上牡馬 フジノパーシア
- 最優秀5歳以上牝馬 イットー
- 最優秀障害馬 グランドマーチス
- 最優秀アラブ トクノハルオー

## 誕生
この年に生まれた競走馬は1978年のクラシック世代となる。

### 競走馬
- 2月20日 - リードスワロー
- 3月1日 - サクラショウリ
- 3月11日 - ハツシバオー
- 3月14日 - ファイブホープ
- 3月16日 - マグニテュード
- 3月18日 - ギャラントダンサー
- 3月19日 - オヤマテスコ
- 3月20日 - プリテイキャスト
- 4月2日 - グレートタイタン
- 4月3日 - スリージャイアンツ
- 4月8日 - コトノアサブキ
- 4月10日 - バンブトンコート、メイワパッサー
- 4月12日 - ミルジョージ
- 4月13日 - ホオカノ
- 4月15日 - ホウヨウボーイ
- 4月24日 - ファンタスト
- 4月27日 - キャプテンナムラ
- 4月28日 - ヤマニンスキー
- 5月1日 - メジロファントム
- 5月2日 - メジロイーグル
- 5月5日 - シービークロス
- 5月6日 - シバフイルドー
- 5月25日 - インターグシケン

### 人物
- 3月12日 - 細江純子騎手（JRA）
- 3月17日 - 高山太郎騎手（JRA）
- 3月31日 - 橋口慎介調教師（JRA）
- 4月5日 - 渡辺薫彦騎手、調教師（JRA）
- 4月11日 - 坂井英光騎手、調教師（大井）
- 4月19日 - 吉田豊騎手（JRA）
- 5月4日 - 左海誠二騎手（船橋）
- 5月31日 - 川本裕達騎手（大井）
- 7月6日 - 佐藤裕太騎手、調教師（船橋）
- 7月12日 - 石川夏子騎手（盛岡）
- 8月16日 - 木村健騎手、調教師（兵庫）
- 9月2日 - 山北隆士騎手（高知）
- 9月29日 - 西村栄喜騎手（船橋）
- 9月30日 - 五十嵐冬樹騎手（ホッカイドウ）
- 10月11日 - 小林久晃騎手（JRA）
- 10月28日 - 佐々木忍騎手（盛岡）
- 11月10日 - 倉兼育康騎手（高知）
- 11月29日 - 菊地昇吾騎手（JRA）
- 12月11日 - 久保河内健騎手（福山）

## 死去

### 競走馬
- 9月4日 - ハクリヨウ
- 10月 - ミスヤマト（繁殖名ブラックターキン）